# Never Say Die
Never Say Die je kompilační album umělců, kteří patří pod stejnojmenný label. Bylo vydáno na podporu těchto umělců.

## Seznam skladeb
| Pořadí         | Název                             | Autor                              | Délka   |
| -------------- | --------------------------------- | ---------------------------------- | ------- |
| 1.             | Headrush (feat. Belle Humble)     | 501                                | 4:30    |
| 2.             | Python                            | Dodge & Fuski                      | 4:47    |
| 3.             | Like This (feat. Virus Syndicate) | Skism                              | 4:37    |
| 4.             | Like a Boss                       | Eptic                              | 4:34    |
| 5.             | Still Getting It (Zomboy Remix)   | Skrillex feat. Foreign Beggars     | 4:00    |
| 6.             | Cracks (Flux Pavilion Remix)      | Freestylers feat. Belle Humble     | 4:40    |
| 7.             | Chasing Stars                     | 501                                | 4:43    |
| 8.             | Round One                         | Dodge & Fuski                      | 4:36    |
| 9.             | Cage the Rage                     | Zomboy                             | 3:28    |
| 10.            | Rave Review (Dodge & Fuski Remix) | Skism                              | 3:58    |
| 11.            | Ninja Challenge                   | Eptic & Habstrakt                  | 6:31    |
| 12.            | Solace One (Datsik Remix)         | Foreign Beggars & Black Sun Empire | 4:23    |
| 13.            | Game Time                         | Zomboy                             | 3:56    |
| 14.            | Come Again (Phetsta remix)        | Dodge & Fuski                      | 4:47    |
| 15.            | LDN (Eddie K & Statix Remix)      | Foreign Beggars & Alix Perez       | 4:39    |
| 16.            | All Hail                          | Skeptiks                           | 4:32    |
| Celková délka: | Celková délka:                    | Celková délka:                     | 1:12:41 |

| Deluxe Edition | Deluxe Edition                  | Deluxe Edition                 | Deluxe Edition |
| Pořadí         | Název                           | Autor                          | Délka          |
| -------------- | ------------------------------- | ------------------------------ | -------------- |
| 17.            | Still Getting It (Original Mix) | Skrillex feat. Foreign Beggars | 4:00           |
| 18.            | Like This (Mojo Remix)          | Skism feat. Virus Syndicate    | 4:10           |
| 19.            | Without A Name                  | Skeptiks                       | 4:11           |
| 20.            | The Chase (Mobscene Remix)      | Lazy Rich feat. Belle Humble   | 5:53           |
| 21.            | Contact (Trolley Snatcha Remix) | Noisia feat. Foreign Beggars   | 5:48           |
| 22.            | Power (Eptic Remix)             | Skism                          | 5:36           |
| 23.            | Switched (DC Breaks Remix)      | Mindflow                       | 5:55           |
| Celková délka: | Celková délka:                  | Celková délka:                 | 1:48:14        |